# 布萊恩·范·霍特
布萊恩·范·霍特（英語：Brian Van Holt，1969年7月6日—）是美國的一位演員。他最著名的作品是在ABC情景喜劇《熟女鎮》中飾演Bobby Cobb角色。他是蘇格蘭人和愛爾蘭人的後裔，擁有加利福尼亞大學洛杉磯分校的社會學學位。